# La Fortune d'Annoula
Pour plus de détails, voir Fiche technique et Distribution.
La Fortune d'Annoula (Η Προίκα της Αννούλας (I Prika tis Annoulas)) ou La Dot d'Annoula est un film grec réalisé par Dímos Vratsános et sorti en 1918.

## Synopsis
Annoula, une provinciale, rejoint son père à Athènes : il est domestique dans une grande demeure et la fait engager comme bonne. Cependant, ils gagnent à la loterie et leur vie est transformée.

## Fiche technique
- Titre : La Fortune d'Annoulaou La Dot d'Annoula
- Titre original : Η Προίκα της Αννούλας (I Prika tis Annoulas)
- Réalisation : Dímos Vratsános
- Scénario : Dímos Vratsános, d'après la pièce éponyme de Dimitris Koromilas
- Photographie : Joseph Hepp et Filippo Martelli
- Société(s) de production : Asty Film
- Pays d'origine :  Grèce
- Langue : grec
- Format :  Noir et blanc - Muet
- Genre : Comédie
- Durée : 63 minutes
- Dates de sortie : 1918

## Distribution
- Koula Zervou
- Xaviera Kannelopoulos
- Ioannis Destounis
- Vellisarios Kontogiannis
- Dimitris Ronditis